# Мурад I
Мура́д I (осман. مراد اول‎; тур. I. Murad) Гази-Хункяр, Хюдавендигяр (перс. خداوندگار‎ — Khodāvandgār, «преданный Богу»; 1326 (?)—1389, Косово поле) — третий правитель Османского бейлика, первый султан Османской империи (1362—1389). Сын второго правителя Османского бейлика Орхана Гази и одной из его жен (или наложниц) Нилюфер.
Мурад занял трон в 1360/62 году, возможно, ещё до смерти отца. После этого его армия взяла Адрианополь и Филиппополь в западной Фракии, а византийский император Иоанн V Палеолог стал вассалом Мурада. Адрианополь был переименован в Эдирне, и Мурад сделал его своей столицей. В 1366 году крестоносцы, призванные в поход против османов Амадеем VI Савойским, спасли византийцев и освободили полуостров Галлиполи, но уже в следующем году турки снова вернули себе контроль над Дарданеллами. В 1371 году Мурад разгромил армию южных сербских князей в битве у реки Марица (при Черномене), взял македонские города Драма, Кавала и Сере и одержал значительную победу над болгарами и сербами в Самаково. Некоторые из сербских и болгарских князей были вынуждены подчиниться Мураду и стать его вассалами.
В 1380-е годы Мурад возобновил своё наступление на западе. В 1385 году была взята София, в 1386 году — Ниш. В Анатолии Мурад расширил свои владения до Токата и укрепил власть в Анкаре, завоёванной Орханом. Благодаря браку сына, покупке и завоеваниям он приобрел территории бейликов Гермианогуллары, Карасы, Теккеогуллары и Хамидогуллары. Антиосманская коалиция беев и правителей анатолийских бейликов во главе с Караманогуллары была разбита в 1386 году у Коньи.
В 1387 или 1388 году северные сербские князья остановили османов у Плочника, но в 1389 году Мурад и его сын Баязид победили у Косово. В этой битве Мурад был убит.
Мурад заложил основы некоторых важных османских имперских институтов. Были введены должности кадиаскера, бейлербеев и великого визиря, на них назначались лица, не принадлежавшие к династии. Янычарский корпус и система девширме, через которую вербовались янычары и чиновники империи, тоже возникли во время правления Мурада.

## Биография

### Происхождение и ранние годы
Отцом Мурада был второй правитель (бей, эмир) Османского бейлика Орхан. Матерью Мурада была Нилюфер-хатун. Традиционная османская историография считала её византийской гречанкой, дочерью текфура Ярхисара. Эта версия, зафиксированная в XV веке, оспаривается. Историк Лесли Пирс отмечает, что сюжет с захватом невесты, если и имел место, то относился не к Нилюфер. Византийские источники также не подтверждают этой версии. Пирс считает, что имена типа Нилюфер давались рабыням, она попала в гарем в более позднее время и была, скорее всего, не женой, а наложницей Орхана.
Некоторые османские источники называют 1326 год годом рождения Мурада, однако эта дата не точна, как и все данные османских источников об этом периоде. Орхан, прежде чем перейти к завоеванию Измита (737/1337), дал Мураду в санджак Бурсу. Наставником Мурада в управлении стал опытный Лала Шахин-паша.
Предполагалось, что после смерти Орхана правителем станет старший брат Мурада, Сулейман-паша. Он первым захватил земли на Балканах, оккупировав византийский форт Цимпе, юго-западнее Галлиполи на европейском берегу Дарданелл в 1352 году. После крупного землетрясения, разрушившего стены нескольких византийских городов в 1354 году, Сулейман оккупировал Галлиполи, создав на европейском берегу пролива Дарданеллы османский плацдарм. Орхан доверял Сулейману более важные санджаки, чем Мураду. Путь к трону для Мурада открыла смерть Сулеймана в 1357 году. Сулейман-паша скончался во время подготовки похода на Адрианополь. После его смерти для продолжения завоеваний в Румелию был направлен Мурад вместе с Лала Шахином. До 1362 года они находились в Румелии. В 1360/61 году Мурадом была захвачена Диметока, что перерезало пути снабжения Адрианополя. Весной 1361 года он расположил штаб в местечке Бабаески в 55 км к востоку от Адрианополя и отправил вперед Лала Шахина во главе армии. 15 мая 1361 года Адрианополь перешёл в руки османов. Были также захвачены Чорлу, Гюмюлджине.
Согласно европейским источникам, османы завоевали северную и центральную Фракию, включая такие важные города, как Адрианополь в 1369 году и Филиппополь в конце 1369 или начале 1370 года. Историк Халил Иналджик считает османскую датировку более достоверной. По его мнению, ошибка европейских историков в том, что они относят завоевание Адрианополя к периоду после смерти Орхана, в то время, как Мурад захватил Адрианополь ещё будучи принцем.

### Вступление на трон. Смутное время в Анатолии
Ранее считалось, что в 1360 году Мурад объявил себя султаном в Бурсе, при этом время смерти Орхана не называлось. По принятой сейчас версии, Мурад стал султаном после смерти Орхана весной 1362 года.
Определённую роль в воцарении Мурада сыграл кади Бурсы, Кара Халил Хайреддин-паша. Согласно османским хроникам, Мурад получил сообщение от кади Бурсы, что 1 марта 1362 года умер Орхан. Также Кара Халил сообщал о смуте в Анатолии. Во-первых, претензии на трон заявили братья Мурада, Халил (16 лет) и Ибрагим (около 46 лет). Во-вторых, пользуясь смертью Орхана и отсутствием в Анатолии Мурада, анатолийские беи напали на территории османов. Мурад назначил Лалу Шахина бейлербеем в Румелии и отправился в Бурсу, где встретился с Чандарлы Кара Халилом-беем. Кара Халил смог удержать Бурсу и контролировать ситуацию до прибытия Мурада, поэтому последний спокойно занял трон. Тем временем Лала Шахин, оставшийся в Эдирне осадил Старую Зару. После долгой осады в 764 или 765 году исламского календаря (1362/63) сдался Пловдив, важный город в долине Мери. Лала Шахин управлял Румелией от имени Мурада, который был вынужден оставаться в Анатолии до 1365 года из-за угрозы мятежа со стороны беев Карамана и Эретны.
Алаеддин-бей был правителем бейлика Караманогуллары, одного из самых значительных в Анатолии, и он не желал покоряться османам. Он посадил в бейлике Эретнагуллары править Мухаммада-бея. В союзе с Бахтияром-беем, который утвердился в Анкаре, они планировали напасть на Мурада. В 1361 году Алаэддин заключил соглашение с правителем Эретна о совместных действиях. После того, как Мурад провел зиму 1362 года в Бурсе, он собрал мощную армию и появился у стола весной следующего года. В районе Эскишехира армии беев Эретны и Карамана были разбиты, Анкара была взята после осады, тем самым временно угроза нападения Караманидов и Эретнидов была снята. Затем Эретнаогуллар Мухаммад-бей был убит в Кайсери в 1366 году. Воспользовавшись смутным периодом в Эретне, Алаэддин Караманид захватил Нигде, Аксарай и Кайсери. Проводимая Алаэддином политика вражды с новым правителем Эретны кади Бурханеддином привела к потере естественного союзника против османов.

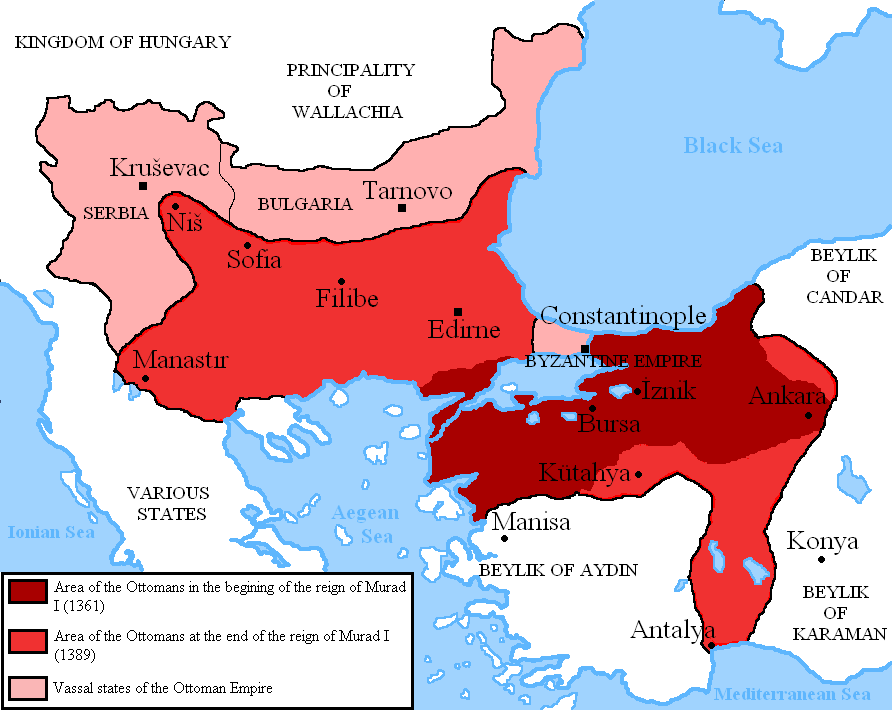
Рост территории османского государства при Мураде

### Завоевания
Трудно составить точное представление о том, как и почему османам удалось утвердиться на Балканах. Даже о победах, описанных в османских и западных источниках, сложно узнать подробности. Византийские источники, самые надёжные из всех, в основном связывают успехи османов с неудачной политикой византийских императоров. Многие рассказы о Мураде вошли в поздние хроники как легенды. Вероятно, успехи Мурада были в основном обусловлены взаимным соперничеством между балканскими государствами и Византией. Способствовало успехам Мурада и то, что Венеция и Генуя боролись за приоритет в торговле на востоке, кроме того, папы боролись за возвращение греческой церкви в Рим. Невозможно выяснить, какие экспедиции были запланированы Мурадом и его советниками, а какие были просто успешными рейдами турецких групп.

#### Балканы. Захват территорий
Вскоре после начала правления Мурада с завоевания Западной Фракии начинается первый этап завоеваний Мурада. Параллельно с деятельностью Мурада по покорению Анатолии, Лала Шахин и Эвренос-бей воевали на Балканах. Эдирне вскоре стал новой столицей и резиденцией правительства. Согласно османским поздним источникам, это произошло в 1366 году. Расположение Эдирне у слиянии рек Марица и Тунджа было стратегически удачным — оно открывало путь во Фракию и Болгарию. Император Иоанн V Палеолог вынужден был подписать с турками унизительный договор, по которому он отказывался от восполнения потерь, понесённых во Фракии, и оказания помощи сербам и болгарам в сопротивлении османской экспансии, также он обязан был оказывать османам поддержку в борьбе с их турецкими соперниками в Малой Азии. Он не оставлял попыток найти союзников для войны с османами. Союзников он мог найти среди католических монархов, лишь пообещав подчинить греческую церковь католической. Император Иоанн V Палеолог обратился за помощью к своему дяде по матери, Амадею VI Савойскому. Во время тайного визита в Венгрию Иоанн даже крестился по латинскому обряду. На обратном пути он был захвачен болгарами и заточён ими в крепость. Освободил Иоанна Амадей.
В 1364 году папой Урбаном V был подготовлен крестовый поход против тюрок Анатолии и мамлюков Египта. В октябре 1365 года шестнадцать галер, шестьдесят восемь кораблей, перевозящих 10 000 солдат, и армия Пьера Лузиньяна захватили Александрию. В августе 1366 года Амадей Савойский вместе с правителем Лесбоса Франческо Гаттилузио отбил у османов полуостров Галлиполи, чем затруднил для османов связь между европейскими и азиатскими территориями. После этого Амедей сразу отправился в Болгарию.
Рассказ о договоре между Рагузой и Мурадом, заключённым в 1365 году, имеет легендарный характер. Между тем враждебность между византийцами и болгарами дала Мураду возможность взять Иштебол недалеко от Бургаса. Османские успехи на Балканах встревожили правителей балканских государств и подтолкнули сербов, боснийцев и венгров к созданию союза. Однако их совместное войско было на голову разбито на реке Марица (вероятно, в 1371 году) военачальником Хаджи Ильбеки, в прошлом бывшим визирем бея Карасы. Балканские князья Углеша и Вукашин были побеждены и убиты, а их сыновьям пришлось принять османский сюзеренитет.

#### Подавление Византии. Мятеж Савджи-бея
Второй этап завоеваний Мурада начинается с победы османов у Марицы. Это сербское поражение в турецких источниках носит название «избиение сербов». Победа открыла османам путь в западную Фракию и македонскую низменность, которую люди Мурада завоевали к 1375 году. В течение нескольких лет Эвренос-бей и Кара Халил-паша захватили Драму, Кавалау и Сере. В это время Лала Шахин добился успеха в восточной Болгарии в битве под Самаковым.
Затем последовал период относительного спокойствия. В эти годы османы осваивали и заселяли завоёванные территории. Ещё непокоренные части Сербии и Болгарии управлялись местными правителями. По мнению востоковеда Крамерса все они уже находились в вассальной зависимости от Мурада, в то время до 1389 года северная Сербия была независима. Сербскими вассалами Мурада с 1371 года были Мрнявчевичи, Деяновичи, правившие в государствах на территории Македонии. Платил дань Мураду и болгарский царь Иван Шишман.

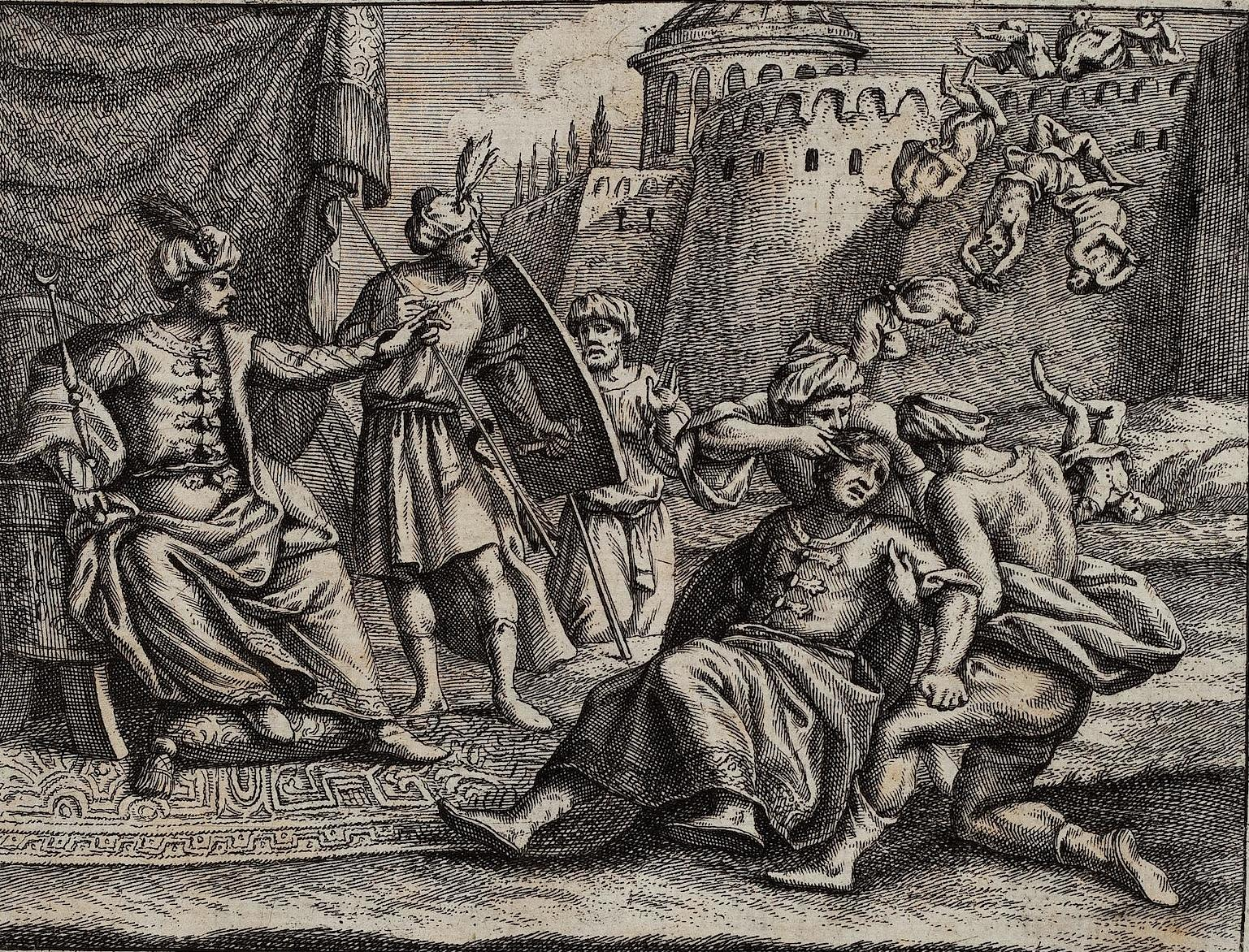
Ослепление Савджи.
Гравюра из немецкого (1694) издания «Истории» Поля Рико

Завоевания османов на время прекратились в 1370-х годах из-за внутренних смут. В мае 1373 года против Мурада выступил его сын Савджи, бывший губернатором  Румелии. Османские источники датируют восстание Савджи 1385 годом. Это ошибочная датировка. Савджи-бей объявил себя султаном в Бурсе и заключил союз с наследником византийского престола Андроником IV. В 1376 году мятежные принцы взяли Константинополь и сместили императора Иоанна V. Андроник объявил себя императором. Османские хронисты описывают эти события скудно, кроме того, все они писали на столетие позже. Византийские историки Халкокондил, Сфрандзи и Дука дают полные рассказы, отличающиеся только деталями. Мурад лично подавил этот мятеж. 25 мая 1373 года согласно византийским источникам оба мятежных наследника были побеждены в бою. После неудачной битвы в месте, которое византийские писатели называют «Апихридион», Савджи бежал в Диметоку, где был окружен и вынужден сдаться отцу 7 сентября. Он был ослеплен, а затем умер. Часть источников пишет о смерти вследствие ослепления, часть о казни.
Османские источники датируют его смерть, как и восстание, 1385/6 годом. Согласно османским хроникам, когда Савджи-бей восстал в Бурсе, Мурад был в Эдирне. Услышал о восстании, Мурад пересек Босфор и подошёл к Биге. Испытывая сына и делая вид, что он не знает о мятеже, он послал сыну приглашение на охоту. Савджи решил собрать солдат и сопротивляться. Мурад подошёл к Бурсе; Савджи был схвачен в столкновении на равнине Кайт около Бурсы, а его сторонники были разбиты. Якобы, Мурад просил сына повиниться и просить прощения, однако мятежник не смирился и грубил отцу, вынудив его на расправу.
Тело Савджи было доставлено в Бурсу для захоронения. Историки предполагают, что Мурад ещё раньше решил избавиться от Савджи, поскольку он поручал Баязиду наблюдать за братом. Об этом свидетельствует переписка Мурада и Баязида, обнаруженная в XVI веке Нишанджи Феридуном Ахметом и включённая в знаменитый сборник документов султанов Муншаат ус-Салатин (Письма султанов). Наказание Савджи было первым из длинной серии подобных случаев, в которой принцы, опасные для наследника, заранее, при жизни отца, убирались с дороги.
Иоанн V, освободившись из заключения, при помощи султанских войск вернул Константинополь и сурово наказал своего сына. Андроник в 1374 году был ослеплен лишь на один глаз и заключён в тюрьму. Иоанн полагал, что лишил таким образом Андроника прав на престолонаследование. Однако это наказание было недостаточно суровым по мнению Мурада, судя по его гневным письмам Иоанну. Мурад требовал для Андроника полного ослепления, аналогичного ослеплению Савджи. Гнев Мурада дорого обошёлся Иоанну, поскольку впоследствии Мурад поддержал уже Андроника против Иоанна. В 1375 году Иоанн согласился продать остров Тенедос Венеции, это привело к союзу Генуи с османами. Генуэзским купцам, недовольным Иоанном и стремившимся получить контроль над торговлей в Константинополе, удалось устроить побег Андроника из тюрьмы. В результате последний 12 августа 1376 года опять сверг своего отца. 18 октября 1377 года Андроник был коронован императором. На этот раз Мурад опять был на стороне Андроника. В качестве платы за помощь, Андроник передал остров Тенедос генуэзцам, а Галлиполи — Мураду. Последний шаг был просто безумием, поскольку за 10 лет до этого Амадей Савойский специально отбил у османов Галлипольский полуостров, чтобы лишить их контроля над Дарданеллами и усложнить связь между европейскими и азиатскими территориями. В 1379 году Мурад опять решил использовать Иоанна, освободил и снова посадил на трон. Поскольку ведущую роль в реванше сыграли османы, Иоанн V был вынужден поклялся в верности и повиновении султану, сделав Византию вассалом турок. Зависимость Иоанна была так велика, что он участвовал вместе со своим сыном Мануилом в завоевании Филадельфии, единственной оставшейся греческой крепости в Малой Азии.
Бедствия Византии на этом не закончились. В 1382 году младший сын Иоанна Мануил, который отказался принять османский сюзеренитет, перебрался из Константинополя в Салоники и напал на османов. Визирь Кара Халил-паша осадил город в 1383 году, и в 1387 году жители были вынуждены сдаться.
Конец этого периода отмечен усилением активности в Анатолии.

#### Приобретения в Анатолии. Отношения с Караманогуллары
В 1381 году Мурад сделал попытку обеспечить контроль над анатолийскими беями. Баязида он женил на дочери Сулеймана-бея Гермияноглу. Мурад приехал в Бурсу из Эдирне осенью или зимой 1381 года, а весной 1382 года в Бурсе состоялась свадьба. Анатолийские беи Караманоглу, Хамидоглу, Ментешеоглу, Теккеоглу, Саруханоглу, Айдыноглу, Джандариды были приглашены на торжества. Не был забыт и мамлюкский султан, который имел влияние на южно-анатолийских беев, но он прислал посла. Согласно османским источникам, вассальные правители с Балкан тоже приглашались. Есть упоминания о присутствии на церемонии Бранковича, сына Вука. Часть территории бейлика Гермияногуллары была получена сыном Мурада, Баязидом, как приданое.
Вскоре дочь Мурада Нефисе была выдана за Алаэддина-бея Караманоглу. Договорённость о свадьбе, согласно Караман-наме (Истории Караманидов), состоялась в 1378 году (современные историки датируют брак 1360—1370 годами). Это была попытка успокоить непокорного Караманида. По мере того, как османы расширяли свои владения на Балканах, Алаэддин-бей присоединял земли в Малой Азии. Правитель соседнего бейлика Хамидогуллары, опасаясь нападения Алаэддина-бея из Карамана продал свой бейлик Мураду. Алаэддин-бей был недоволен, он сам желал захватить земли Хамидидов. В 1385 /86 году момент для выступления показался караманскому бею подходящим ввиду концентрации военных сил османов на Балканах, и Алаэддин захватил Кара-Агак, Ялвадж и Бейшехир. Мурад, однако, сумел быстро подготовить армию к походу против караманского бея и османские войска подошли к Конье, столице Караманидов. Алаэддин предложил мир, но Мурад отверг предложение зятя, заявив, что не может полагаться на мусульманского правителя, напавшего на него, в то время как он сражался с неверными. В сражении Алаэддин был разбит наголову и укрылся в Конье. Битва, начавшаяся в конце 1386 года недалеко от Анкары, столицы нынешней Турции, доказала превосходство высокоорганизованных османских войска над более традиционной кочевой армией караманидов. После этого султан осадил Конью, но Алаэддин запросил мира, выслав к Мураду свою жену. Мурад пошёл на мирное соглашение при посредничестве своей дочери при условии, что Алаэддин отдаст Бейшехир. Именно после этой битвы с Алаэддином Баязид, тогда ещё сын султана, заработал прозвище «Молниеносный». Уступив Бейшехир Мураду, Алаэддин открыл ему проходы Таврских гор и дорогу на бейлик Теккеогуллары, который немедленно был завоёван. Присоединив эти территории, Мурад получил контроль над прибыльными торговыми маршрутами, связывающими его столицу Бурсу с Антальей, средиземноморским морским портом в юго-западной Анатолии.
В антикараманской кампании участвовали сербские отряды. Согласно западным источникам, они надеялись получить добычу. Но когда Караманидское войско было разбито, султан отдал приказ о запрете грабить и захватывать людей. Якобы, сербские солдаты и их командиры не отреагировали на это, напали на беззащитных гражданских лиц, захватили их имущество и подвергли других издевательствам. Когда султан знал, что случилось, он приказал арестовать всех и казнить в назидание, чтобы это было уроком для других. Это вызвало оживленное недовольство среди сербских войск, которые принимали участие в битве при Конье. По мнению Крамерса, эти сербы внесли свой вклад в антитурецкое настроение среди сербов в целом

### Опять на Балканах. Смерть на Косовом поле

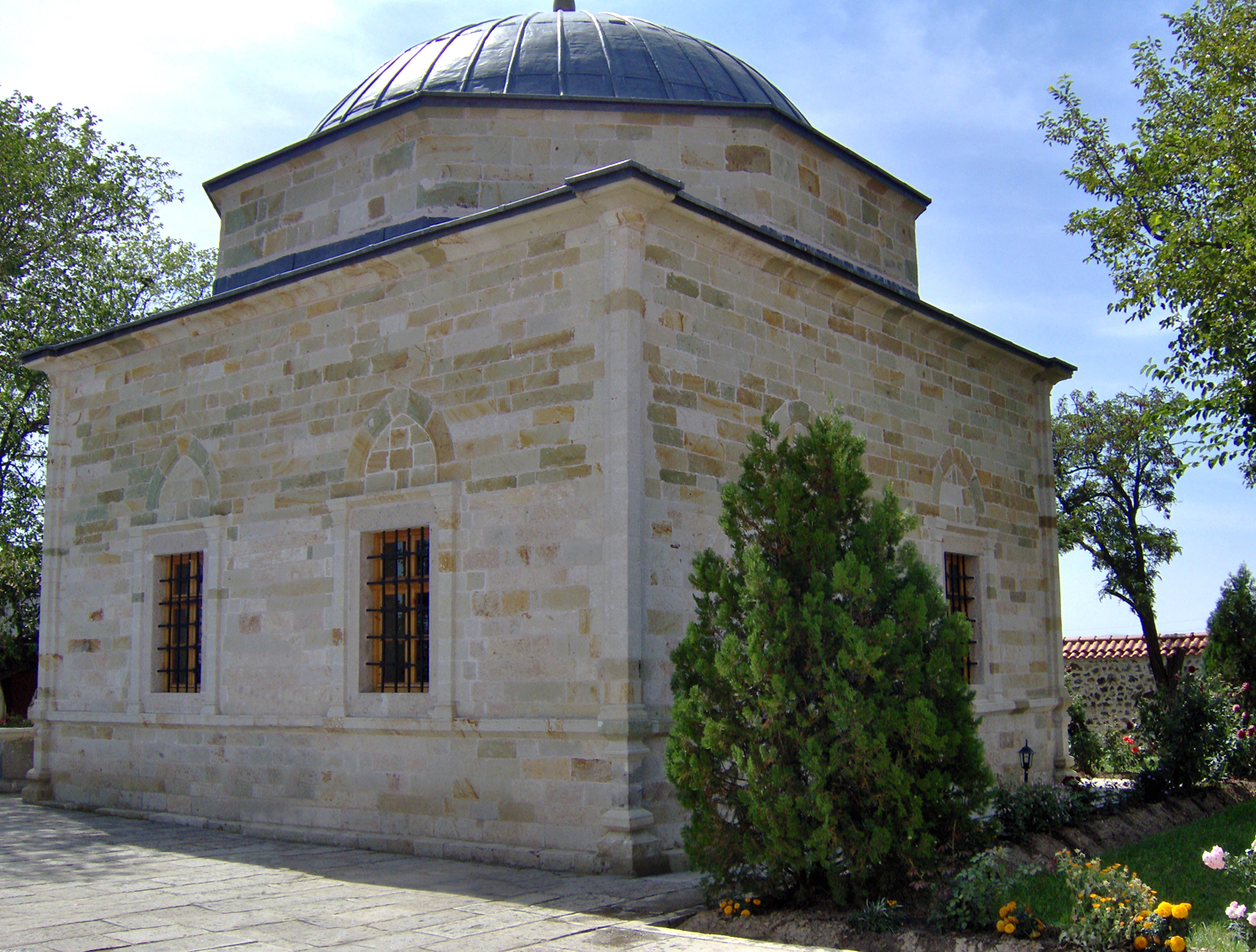
Мавзолей султана Мурада. Окрестности Приштины, Косово.

Около 1385 года последовали новые завоевания в Европе. Турецкие войска под предводительством Халила-паши вторглись в Эпир и Албанию, но решающим было взятие Софии в 1385 году и Ниша (возможно, в 1386). Примерно в то же время итальянские республики, Генуя и Венеция, получили по договорам с Мурадом, заключённым в 1385 и 1388 соответственно, торговые привилегии на османских территориях.
Лазарь Хребелянович и Твртко предприняли последнее усилие, чтобы противостоять экспансии османов. Им удалось победить при Плочнике в 1388 году, а боснийцы разбили Лала Шахина при Билече, однако уже в 1389 году Мурад сам выступил против сербов и их союзников. Османская армия под командованием Мурада и его сына Баязида разбила коалицию из сербских и боснийских правителей в битве на Косовом поле, хотя сам Мурад погиб в этой битве. Обстоятельства смерти Мурада неизвестны, распространена легенда, что султан был смертельно ранен Милошем Обиличем, под видом перебежчика проникнувшим в шатёр султана. Трон Османской империи унаследовал сын Мурада, Баязид I.

## Убийство Мурада

### В османских и греческих хрониках
- Смерть султана отражена у османских историков. Они описывают, как Мурад был без сопровождения на поле битвы, и анонимный христианин, лежавший среди трупов, проткнул его. Ахмеди, современник Мурада и автор самой ранней сохранившейся османской хроники (первый вариант завершён в 1390 году, окончательный в 1410 году), писал, что «внезапно один из христиан, который был покрыт кровью и, по-видимому, скрыт среди мертвых врагов, встал, бросился к Мураду и ударил его кинжалом»[41]. Халил Иналджик считал, что этой версии можно верить и изложил её в Исламской энциклопедии[42].

- Энвери в поэме Дустурнаме (тур. Düstûrnâme), законченной в 1465 году, объясняет обстоятельства убийства по-другому. Ещё до того, как Милош (Милош Бан, как Иналджик прочёл это имя в тексте Энвери) стал сербским дворянином, он был мусульманином при султанском дворе, который он потом покинул и отрёкся от ислама. Султан, якобы, призывал его вернуться много раз. Согласно Энвери, хотя Милош обещал вернуться, он никогда этого не сделал. Когда Лазарь был схвачен, Милош подошёл к султану, который ехал на чёрном жеребце, и сказал: «Я Милош Бан, я хочу вернуться к исламской вере и поцеловать твою руку». Когда Милош приблизился к султану, он ударил его кинжалом, спрятанным в его манжете. Люди султана разрубили Милоша на куски мечами и топорами[43]. По мнению Х. Иналджика этот рассказ является одним из самых важных османских источников о битве на Косовом. Х. Иналджик утверждал, что это описание было основано на сообщении очевидца битвы, вероятно, Ходжи Омера, посланника, отправленного султаном к Лазарю перед битвой[43].

- Орудж-бей, османский историк, объясняет отсутствие охраны у султана тем, что армия была занята преследованием противника в тылу. Христианин «решил пожертвовать собой и подошёл к Мураду, который сидел один на своей лошади. Притворяясь, что он хотел поцеловать султанскую руку, он ударил султана острым кинжалом» [44].
- Шараф-хан Бидлиси в 1599 году уже называет имя: «Один из эмиров неверных, по имени Милош, с покорностью перешел на службу к победоносному султану и, удостоившись лобызания государевой десницы, одним ударом блестящего кинжала поверг тот кипарис сада царствования во прах смерти»[45].

С конца XV века греческие источники также начинают упоминать убийство Мурада героем-одиночкой.
- Лаоник Халкокондил (умер в 1490) утверждает, что использует греческие традиции, когда называет убийцу Мурада «Miloes» — «человек благородного происхождения [… ] Добровольно решил совершить героический акт убийства. Он попросил, что ему нужно у принца Лазаря, а затем поехал в лагерь Мурада с намерением представить себя дезертиром. Мурад, который стоял посреди своих войск до битвы, желал получить дезертира. Милош достиг султана и его телохранителей, повернул копье против Мурада и убил его»[46].
- Историк Дука, писавший во второй половине XV века, описал убийство Мурада в своей «Истории Византии». Он рассказывал, как молодой дворянин сделал вид, что покинул битву, был захвачен турками и, заявляя, что знает ключ к победе, сумел получить доступ к Мураду и убить его[47].
- В 1512 году османский историк Мехмед Нешри написал подробный отчёт о битве. В изложении Нешри присутствуют несколько элементов из популярной сербской традиции и убийство негативно описывает исполнителей[48].

В 1976 году историк литературы Миодраг Попович предположил, что элементы сюжета в сербской традиции были заимствованы из турецких источников, пытавшихся принизить христианских оппонентов и приписывая смерть Мурата «коварным» методам.
Историк Томас Эммерт указывает на то, что турецкие источники неоднократно упоминали об убийстве, в то время как в западных и сербских источниках упоминания об этом появились гораздо позже. Он считает, что сербы знали об убийстве, но решили не упоминать его в своих первых отчётах по неизвестным причинам.

### Европейские сообщения и версии
- Убийство султана Мурада и одного из его сыновей было упомянуто в инструкциях венецианского сената, выданных Андреа Бембо 23 июля 1389 года, хотя венецианцы не были уверены в достоверности этой новости[51].
- 1 августа 1389 года король Твртко I (1353—1391) написал письмо в Трогир, чтобы сообщить сенату об османском поражении, и упомянул об убийстве султана[52].
- В начале рассказы об убийстве Мурада сообщали о группе воинов, напавших на султана. О победе над турками (лат.  ob victoriam de Turcis) и смерти султана упоминал Колюччо Салютати, канцлер Флоренции, в своём письме к королю Твртко от 20 октября 1389 года от имени Сената Флоренции. Имя убийцы не названо, но он описывается как один из двенадцати христианских дворян, которым удалось прорваться через османские ряды[53].

- Сима Чиркович утверждал, что в первый раз описание убийства султана не группой, а одним человеком, приведено в итальянском сообщении, написанном в 1416 году. Убийцей султана назван князь Лазарь[54].
- Однако итальянское донесение лишь повторяло запись Клавихо, посетившего в 1404—1405 годах Самарканд. Он писал в дневнике: «убил его один христианский граф по имени Лазаро. А поразил он его на поле брани ударом копья, которое вошло ему в грудь, а вышло со спины. После этого Альдайре Байязет отомстил за своего убитого отца и умертвил в сражении этого графа Лазаро собственной рукой». Вероятно, это первое сообщение, в котором описывается убийство султана не группой, а одним человеком[55].

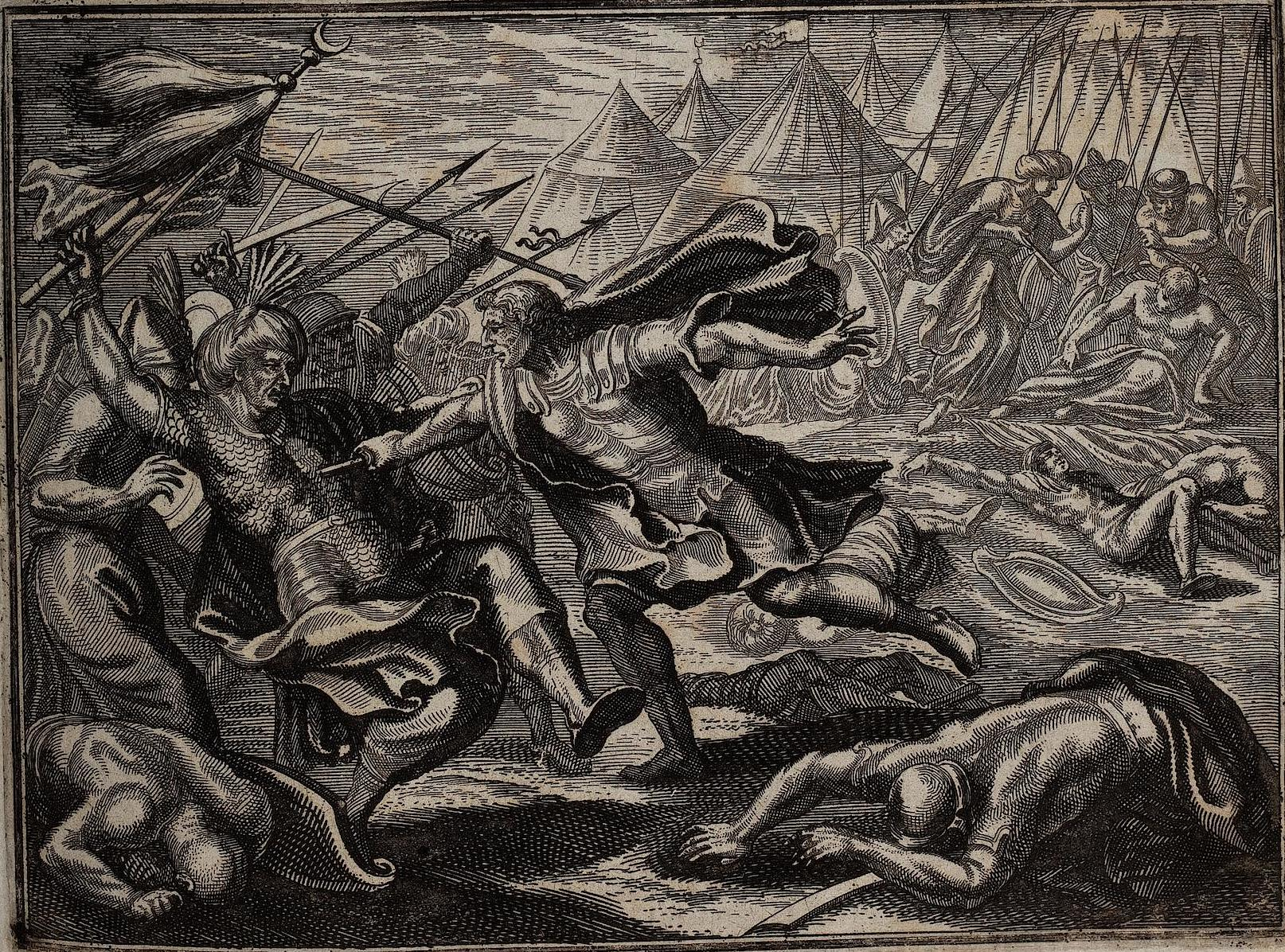
Убийство Мурада.
Гравюра из немецкого (1694) издания «Истории» Поля Рико

- Первое появление убийцы-одиночки (пока анонимного) в сербских источниках происходит в 1440-х годах у Константина Философа в биографии Стефана Лазаревича, сына Лазаря[57].
- Считалось, что само убийство впервые было описано Игнатием Смолянином 9 июля 1389 года, менее чем через месяц после битвы[58], в «Повести о Амурате»[59]. Однако «Повесть о Амурате» была помещена в текст Игнатия при включении его в Никоновскую летопись. Как установил Попов, «Повесть об Амурате» основана на позднейшем труде Константина Философа и её автор-первоисточник неизвестен[60].
- До конца XV века имя убийцы султана не упоминается. Первым автором, называющим убийцу Мурада полным именем, является Константин из Островицы, сербский янычар, который написал свои «Записки янычара» около 1497 года. В отрывке, посвящённом поражению Сербии в Косово, Михаилович называет «Милоша Кобицу» как рыцаря, который заколол Мурада[61].
- В следующий раз имя встречается в источниках на три десятилетия позже, в 1530 году, у Бенедикта Курипешича, австрийского посла в Стамбуле. Он называет его «Милошем Кобиловичем»[62].
- Стефан Герлах, богослов, приехавший в Стамбул в качестве священника австрийского посольства и живший в Османской империи в 1573—1578 годах, писал, что убийцу Мурада турки называют «Милош Кобали»[63].
- В сербском памятнике «Руварчевродослов» конца XVI века сообщается, что «воевода Лазарев, Милош Кобилич, ножом проткнул Мурата на Косове»[64]. До этого момента сербские летописи не упоминают Милоша Обилича (Кобылича)[64].

## Строительство
Мурадом было построено множество благотворительных, культовых и оборонительных сооружений. В Бурсе он построил мечеть, медресе, имарет, комплекс с гостевым домом, мечеть рядом с дворцом Бурсы, мечети в Биледжике и Енишехире. В Никее в мае 1388 года Мурад от имени матери построил имарет (Имарет Нилюфер-хатун). В 1369 году Мурад возвёл дворец в Эдирне. Его дворец в Бурсе находился перед Мечетью мучеников (Şehadetcamii) и был окружен стеной из 14 башен согласно плану. После завоевания Эдирне Мурад в одной из церквей мечеть.
В память о Мураде были построены мечети в Айваке и Филибе, в Верии мечеть была преобразована из церкви и названа мечетью Мурада.

## Семья
Жёны и наложницы
- Гюльчичек-хатун[65]
- Тамара-хатун — дочь болгарского царя Ивана Александра и его второй жены Сары-Теодоры. Брак заключён в 1370/1376 году[66]
- Дочь правителя бейлика Джандарогулларов Сулеймана II[65].
- Дочь Ахи Шейида Султана. Брак заключён в марте 1366 года[65].
- Дочь Константина Драгаша, правителя Кюстендила. Брак заключён в 1372 году[65].
- Дочь византийского императора Иоанна V Палеолога и Елены Кантакузины. Брак заключён в 1389 году[65].
- Неизвестная наложница[65].

Сыновья
- Баязид I (ок. 1360 — 10 марта 1403)[65]
- Ибрагим[65]
- Савджи (казнён в 1374[67]) — имел сына Давуда[65]. Восстал против отца и был казнён по его приказу в 1374 году.
- Якуб (ум. 1389) — погиб в битве на Косовом поле в 1389 году[68]. Был женат 1) на дочери Константина Драгаша, правителя Кюстендила (брак заключён в 1372); 2) на дочери Иоанна V Палеолога и Елены Кантакузины (брак заключён в 1389)[65].

Дочери
В источниках упоминаются разные имена: Нефисе Мелек-хатун, Султан-хатун, Нефисе-хатун, Нефисе-султан, Мелек-султан, Хатун-султан, Девлет-хатун и Михри-али. Долгое время было неизвестно, были ли это две дочери Мурада I или одна, поскольку про каждую были сведения о браке с представителями династии Караманидов. Также было неясно, чьей дочерью была Нефисе — Мурада I или Мурада II. Однако сейчас считается, что это имена одной дочери Мурада I, которая была замужем за Алаэддином-беем, правителем бейлика Караман. Записи медресе Хатуние, построенного ею в Ларинде указывают датой заключения брака 1381 год или ранее, помолвка состоялась в 1378 году. Нефисе стала матерью троих сыновей Алаэддина: Мехмеда, который был женат на дочери султана Мехмеда I Инджу-хатун, Али и Огюза. Али тоже женился в 1425 году на дочери Мехмеда I, имя которой неизвестно. Ещё одна дочь, Юзер-хатун, упомянута в вакуфных документах её внука.

## Титул
Есть разногласия относительно того, кто первым из османских правителей взял титул «султан». По мнению одних учёных, сам назвал себя султаном уже Орхан, по мнению других — Мурад I в 1383 году. На некоторых османских монетах, чеканенных при Орхане, можно почитать «ал-султан ал-азам» (великий султан, султан султанов), но использование титула «султан» при Орхане было не постоянным.
Мурад I был первым правителем, при которым государство, основанное Османом, стало больше чем просто одним из нескольких анатолийских бейликов. Развитие прослеживается в последовательной смене названий, даваемых ему в надписях на постройках, относящихся к его царствованию. Самая старая надпись называет его просто беем, как и его отца, Орхана, и даёт ему лакаб по сельджукской моде. В 1383 он уже называется султаном, а в надписи от 1388 года на имарете, построенном им в Изнике, мы находим надпись в стиле, который впоследствии стал традиционным для османских султанов (аль-малик аль-му-аззам аль-хакан аль-мукаррам аль-султан ибн аль-султан). Мамлюкский султан в послании назвал Мурада «Султан воинов за веру» (Sultan al-Ghuzat wa-l-Mujahidin).

## Государственные реформы
Это было время, когда традиционные сельджукские институты управления уже устарели, появились новые формы правления и управления, сложившиеся под влиянием государственной структуры Византии и мамлюкского Египта. Халил-паша, который был назначен визирем Мурада в начале своего правления и умер около 1387 года, был первым османским великим визирем. По происхождению он принадлежал к более высокой культуре, чем османы. Его деятельность как советника Мурада, а также как его военного заместителя и губернатора в Македонии, положила начало и пример великим визирям в последующей османской истории.
При Мураде было официально узаконено отчисление в казну пятой доли со всей военной добычи. Дань и добыча стали важнейшим источником доходов. Доходы османской казны возросли, это позволило содержать войско, строить крепости, дворцы, мечети и имареты. В царствование Мурада I были созданы институты, которые имели решающее значение для укрепления Османской армии и администрации. Османские летописцы приписывают Кара Халилу Хайреддину-паше из влиятельной семьи Чандарлы создание пехоты яя, а позднее (в 1370-х годах или, возможно, раньше) корпуса янычар. Они изначально были телохранителями правителя, но вскоре превратились в профессиональную элитарную пехоту, первую постоянную армию в современной Европе. Наличие организованной пехоты позволило османскому войску вести осады и штурмы крепостей. Система девширме, которая была методом набора как янычар, так и большого числа государственных чиновников из подростков и юношей немусульманских семей, также была введена при Мураде I. Датируют это событие по-разному, от 1362 года до 1380-х годов и приписывают идею и воплощение замысла Кара Халилу Хайреддину-паше. Кара Халил Хайреддин-паша был первым, кто занял вновь созданный пост кадиаскера (верховного судьи). Поскольку он был также визирем, он одновременно руководил и администрацией, и военными и по праву считается первым де-факто Османским великим визирем, то есть первым министром и абсолютным представителем султана. В связи с османскими завоеваниями на Балканах Мурад I назначил своего наставника и генерала Лалу Шахин-пашу первым бейлербеем (генерал-губернатором) Румелии, создав таким образом первое османское правительство на Балканах.

### Энциклопедии
- Ágoston G. Murad I // Encyclopedia of the Ottoman Empire (англ.). — 2009. — P. 396—399.
- Babinger F. -[C.E. Bosworth]. Savdji // Encyclopaedia of Islam, Second Edition  / Edited by: P. Bearman, Th. Bianquis, C.E. Bosworth, E. van Donzel, W.P. Heinrichs.. — Leiden: BRILL, 1997. — Т. IX. — С. 93.
- İnalcık H. Murad I (тур.) // Islamansiklopedisi. — 2006. — C. 31. — S. 156—164.
- Emecen F. Nilüfer Hatun // Islam Ansiklopedisi (тур.). — İslâm Araştırmaları Merkezi, 2007. — Vol. 33. — P. 124.

- Kia Mehrdad. The Ottoman Empire: A Historical Encyclopedia [2 volumes] (англ.). — ABC-CLIO, 2017. — 636 p. — ISBN 9781610693899.
- Kramers J.H. Murād I (англ.) // Encyclopaedia of Islam, Second Edition  / Edited by: P. Bearman, Th. Bianquis, C.E. Bosworth, E. van Donzel, W.P. Heinrichs.. — Leiden: BRILL, 1993. — Vol. VII. — P. 726—728.
- Sumer F. Karaman-Oghullari (англ.). — Leiden: BRILL, 1997. — Vol. IV. — С. 619—625. — (Encyclopaedia of Islam, New Edition). — ISBN 90-04-09794-5.
- Sumer F. Karamanogullari (тур.) // Islamansiklopedisi. — 1995. — Num. 24. — S. 454—460.
- Süreyya Mehmed Bey. Sicill-i Osmani (тур.) / ed. Nuri Akbayar. — Istanbul: Tarih Vakfi Yurt Yayınlar, 1996. — 15 p. — ISBN 975-333-049-5, 975-333-038-3.